# Odprto prvenstvo Anglije 2017
Odprto prvenstvo Anglije 2017 je teniški turnir za Grand Slam, ki je med 3. in 16. julijem 2017 potekal v Londonu.

## Moški posamično
- Roger Federer :   Marin Čilić, 6–3, 6–1, 6–4

## Ženske posamično
- Garbiñe Muguruza :  Venus Williams, 7–5, 6–0

## Moške dvojice
- Łukasz Kubot /  Marcelo Melo :  Oliver Marach /  Mate Pavić, 5–7, 7–5, 7–6(7–2), 3–6, 13–11

## Ženske dvojice
- Jekaterina Makarova /  Jelena Vesnina :  Chan Hao-ching /  Monica Niculescu, 6–0, 6–0

## Mešane dvojice
- Jamie Murray /  Martina Hingis :  Henri Kontinen /  Heather Watson, 6–4, 6–4